# 福斯特曼模型
福斯特曼公式或福斯特曼模型给出了森林轮作的收入流的现值 。它由德国林务员马丁·福斯特曼 (Martin Faustmann) 于1849年提出。 
要解决轮作问题，就需要决定何时砍伐森林，这就意味着要解决如何使福斯特曼公式结果最大化的问题。尽管其他德国林业工作者在1860年也意识到了正确的解决方案，但该问题由伯蒂尔·奥林 （Bertil Ohlin）在1921年正式解决，称为福斯特曼-奥林定理 。 

福斯特曼公式如下： 
{\displaystyle PV=pf(T)\exp(-rT)\cdot {(1+\exp(-rT)+\exp(-2rT)+\cdots )}={\frac {pf(T)}{\exp(rT)-1}}.}
其中：
ƒ(T ) 表示时间T 时的木材存量
p 表示木材价格，并且是常数
这意味着在时间T 的森林价值是pf (T )
r是折现率，并且也是常数

从这个公式中可以推论出两个定理： 
一片森林的最佳砍伐时间，是当其价值的时间变化率等于森林价值的利息加上土地价值的利息之时。 
一片森林的最佳砍伐时间，也是当其价值的时间变化率等于经土地租金调整后的利率之时。 